# Проскрипції
Проскрипціі (лат. proscriptio — письмове обнародування) — у Стародавньому Римі списки осіб, оголошених поза законом. За видачу або вбивство включеного у списки призначалася нагорода (навіть рабам), за приховування — страта. Майно проскрибованої особи конфісковували, її нащадки втрачали почесні права та стан.
Проскрипції були винайдені Луцієм Корнелієм Суллою під час громадянської війни у 82—81 роках до нашої ери і широко застосовувалися диктатором як засіб масового терору проти політичних супротивників. Однак чи не головнішою за політичну була фінансова мета проскрипцій, які дозволяли отримати гроші та винагородити своїх прибічників. Через це до проскрипцій часто включалися багаті люди не лише з ворожого табору, але й будь-яких політичних поглядів, окрім своїх відвертих прихильників. 
Проскрипціями ознаменував свій прихід до влади й Другий тріумвірат 43 р. до н.е. (Октавіан, Лепід і Антоній).